# Sutivan (Czarnogóra)
Sutivan (cyr. Сутиван) – wieś w Czarnogórze, w gminie Bijelo Polje. W 2011 roku liczyła 1017 mieszkańców.